# مارتن إكس بي-27
مارتن إكس بي-27 (بالإنجليزية: Martin XB-27)‏ هي قاذفة قنابل أنتجت في الولايات المتحدة. من صناعة شركة جلين إل مارتن.